# Distretto di Guruve
Il Distretto di Guruve è uno dei 7 distretti che compongono la Provincia del Mashonaland Centrale, in Zimbabwe. Ha una popolazione di 153.606 abitanti e una superficie di 2.994 Km². Il suo capoluogo è Guruve.

## Demografia
| Anno (Censimento) | Popolazione     |
| ----------------- | --------------- |
| 2002              | 111.398         |
| 2012              | 124.041 (+1,1%) |
| 2022              | 153.606 (+2,2%) |